# Niewydolność oddechowa
Niewydolność oddechowa (łac. insufficientia respiratoria) – stan, gdy zaburzenia czynności układu oddechowego doprowadzają do upośledzenia wymiany gazowej w płucach i do spadku ciśnienia parcjalnego tlenu poniżej 60 mm Hg (8,0 kPa) (hipoksemia) lub wzrostu ciśnienia dwutlenku węgla powyżej 45 mm Hg (6,0 kPa) (hiperkapnia).

## Klasyfikacja
Istnieje kilka podziałów niewydolności oddechowej.
Ze względu na przebieg rozróżnia się:
- Ostra niewydolność oddechowa – rozwija się ostro i jest potencjalnie odwracalna.
- Przewlekła niewydolność oddechowa – rozwija się stopniowo i nie jest w pełni odwracalna.

Ze względu na zaburzenia gazometryczne (według Campbella):
- typ I – częściowa, hipoksemiczna – dochodzi tylko do obniżenia ciśnienia parcjalnego tlenu,
- typ II – całkowita, hipoksemiczno-hiperkapniczna – dochodzi do obniżenia ciśnienia parcjalnego tlenu i wzrostu stężenia dwutlenku węgla.

Ze względu na mechanizm (klasyfikacja Wooda):
- typ I – hipoksemiczny – spowodowany zmianami w miąższu płuc upośledzającymi wymianę gazową,
- typ II – wentylacyjna – spowodowana hipowentylacją,
- typ III – okołooperacyjna,
- typ IV – hipoperfuzyjna – spowodowana zmniejszeniem przepływu krwi przez płuca.

## Ostra niewydolność oddechowa

### Definicja
Ostra niewydolność oddechowa jest ciężką postacią ostrego uszkodzenia płuc (acute lung injury – ALI), spowodowanego nagłym nieswoistym, rozlanym odczynem zapalnym w płucach, z towarzyszącym wzrostem przepuszczalności naczyń płucnych dla wody i białka.

### Przyczyny i czynniki wystąpienia
Ostra niewydolność oddechowa jest najczęściej spowodowana chorobami układu oddechowego, ale może powstać także w wyniku uszkodzenia ośrodkowego układu nerwowego lub niektórych zatruć. Dochodzi wtedy do niedoboru tlenu i obniżenia się ciśnienia cząsteczkowego O2 we krwi tętniczej, a następnie do gromadzenia się dwutlenku węgla i wzrostu ciśnienia cząsteczkowego CO2.
- Płucne – astma oskrzelowa, zator tętnicy płucnej.
- Sercowe – zaburzenia rytmu serca, niewydolność serca, zatrzymanie krążenia.
- Neurologiczne – stan padaczkowy, zaburzenia świadomości.
- Nerwowo-mięśniowe – nużliwość mięśni rzekomoporaźna.
- Urazowe – uraz głowy, szyi, klatki piersiowej.

Czynniki ryzyka:
- zachłyśnięcie kwaśną treścią pokarmową,
- ciężka infekcja płuc (Pseudomonas aeruginosa, E. coli, Salmonella typhimurium, Pneumocystis carinii),
- posocznica pochodzenia pozapłucnego,
- tonięcie (prawie utopienie),
- wdychanie toksycznych gazów lub par,
- uraz (stłuczenie) płuca,
- wstrząs pourazowy,
- nadmierne przetoczenie krwi (> 10 jednostek w ciągu 24 h).

### Rozpoznanie
Objawy kliniczne w pierwszym okresie to: duszność, sinica, trzeszczenia, rzężenia wilgotne i świsty nad płucami oraz hipoksemia z zasadowicą oddechową. W drugim okresie (po 1–2 dniach) pojawiają się zmiany radiologiczne w płucach w postaci obustronnych słabo odgraniczonych zacienień siateczkowo-smużkowo-plamistych, którym towarzyszy narastanie duszności. W trzecim okresie zmiany radiologiczne powiększają się, a duszności towarzyszy narastająca hipoksemia z kwasicą oddechową. Stopień nasilenia objawów zależy od choroby podstawowej.

### Leczenie
Podejrzewając u chorego ostre uszkodzenie płuc, należy bezzwłocznie zapewnić drożność dróg oddechowych, należną wentylację i optymalne natlenowanie krwi, a następnie przeprowadzić badanie gazometryczne krwi, badanie biochemiczne i morfologiczne krwi, posiew krwi i plwociny oraz wykonać EKG i rtg klatki piersiowej. Tlenoterapię należy rozpocząć przez cewnik donosowy lub maskę Venturiego nr 60 zapewniając oddychanie 60% mieszaniną tlenu. Jeżeli w ten sposób uzyskano u chorego PaO2 > 8,0 kPa 60 mm Hg), należy kontynuować podawanie tlenu i leczyć choroby współwystępujące, pamiętając o utrzymaniu należytej objętości krwi krążącej, alkalizacji treści żołądkowej, stosowaniu w razie potrzeby antybiotyków i leków wazopresyjnych. Dożylna podaż płynów powinna być monitorowana ośrodkowym ciśnieniem żylnym (0,98-1,47 kPa; 10–15 cm H2O), w przypadkach hipoalbuminemii wskazane jest podawanie płynów koloidalnych. Intubacji wymagają chorzy z hipoksemią (PaO2 <8,0 kPa, tj. 60 mm Hg), u których należy stosować wentylację mechaniczną.